# 오쿠와촌 (아아치현)
오쿠와촌(御鍬村)은 아이치현 하즈군에 설치되었던 촌이다. 현재의 니시오시에 해당한다.